# Edmund Ironside

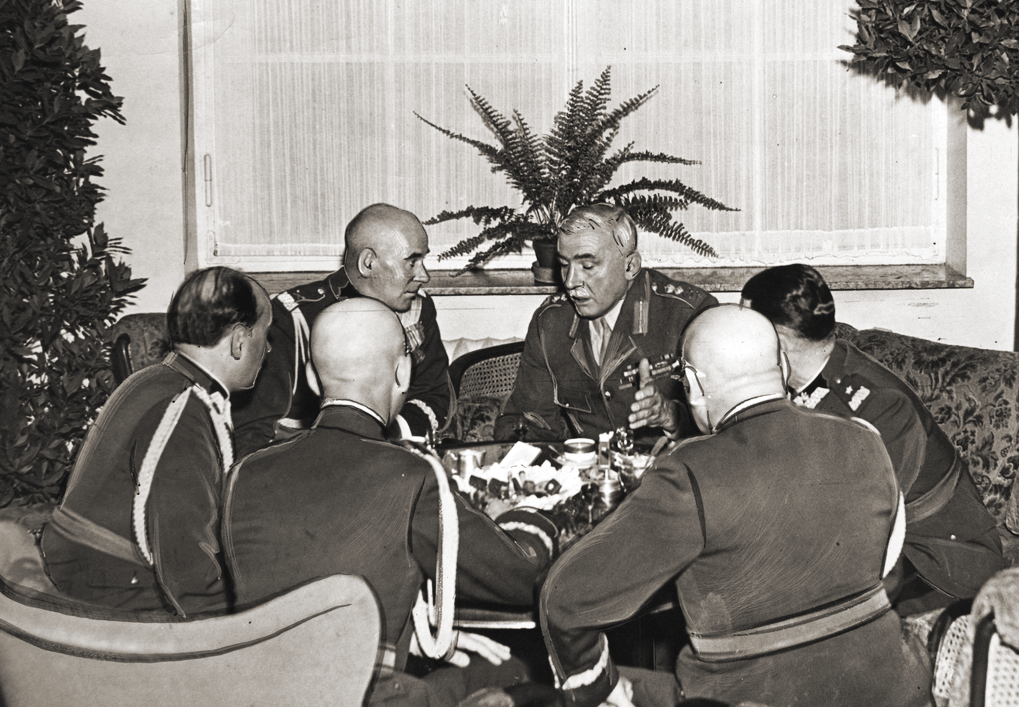
Polsko-brytyjskie rozmowy sztabowe, lipiec 1939. Widoczni: Edward Śmigły-Rydz i Edmund Ironside

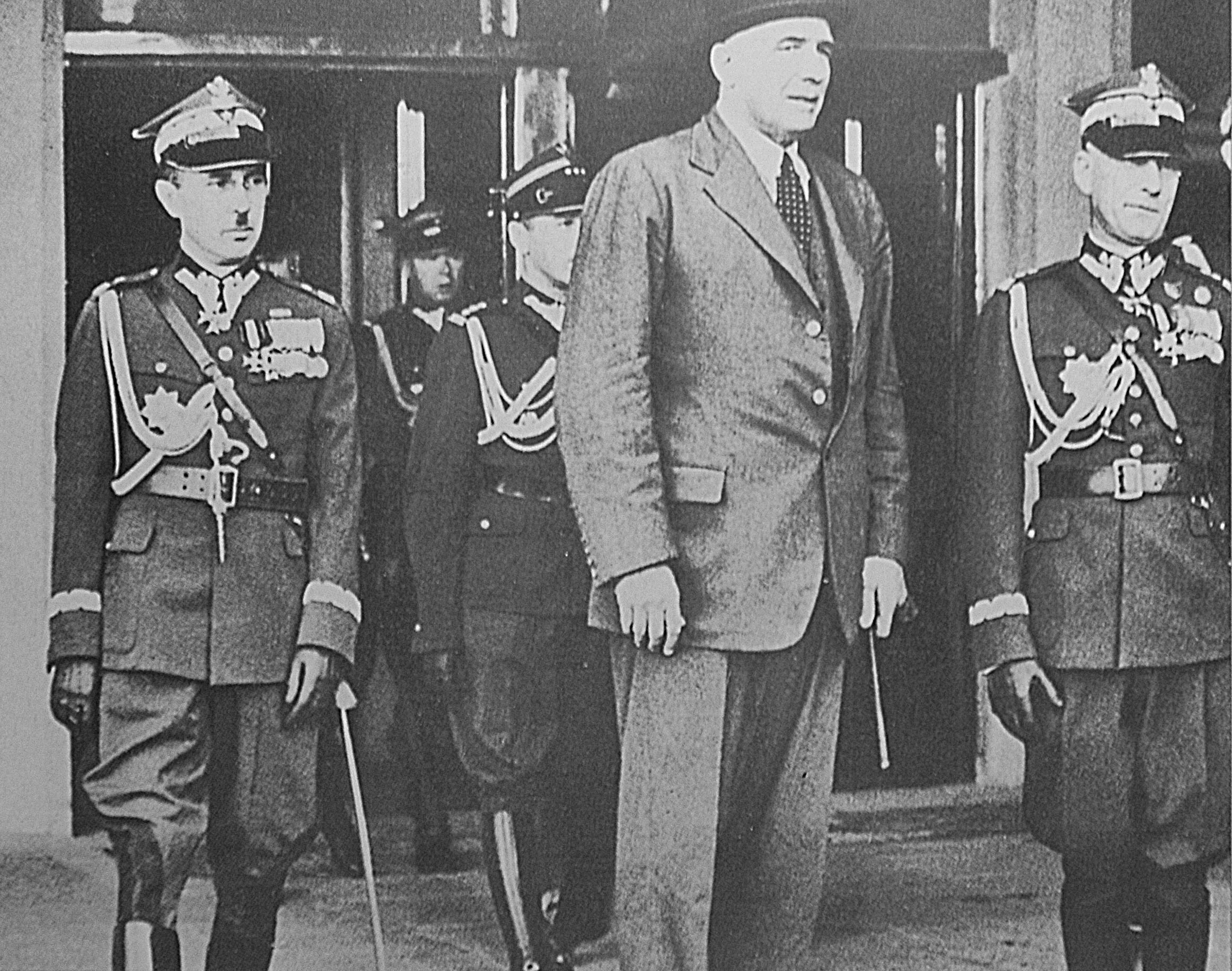
Polsko-brytyjskie rozmowy sztabowe, Warszawa 17–21 lipca 1939; od lewej generałowie: Wacław Stachiewicz, Edmund Ironside (w ubraniu cywilnym) i Mieczysław Norwid-Neugebauer

William Edmund Ironside, 1. baron Ironside (ur. 6 maja 1880 w Edynburgu, zm. 22 września 1959 w Londynie) – brytyjski marszałek polny, dowódca Brytyjskich Sił Zbrojnych w Persji (1920–1921), szef Imperialnego Sztabu Generalnego (1939–1940).

## Życiorys
Wstąpił do Royal Artillery w 1899 roku i służył w niej przez całą II wojnę burską . Następnie przez krótki okres szpiegował niemieckie siły kolonialne w Niemieckiej Afryce Południowo-Zachodniej. Po powrocie do regularnej służby, służył w sztabie 6 Dywizji Piechoty przez pierwsze dwa lata I wojny światowej, a następnie w 1916 roku został mianowany na stanowisko w sztabie nowo utworzonej kanadyjskiej 4 Dywizji Piechoty . W 1918 roku objął dowództwo brygady na froncie zachodnim . W 1919 roku awansował na dowódcę alianckich sił interwencyjnych w północnej Rosji. Następnie został przydzielony do sił alianckich okupujących Turcję, a później do sił brytyjskich stacjonujących w Persji w 1921 roku. Zaproponowano mu stanowisko dowódcy sił brytyjskich w Iraku, ale nie mógł go objąć z powodu obrażeń odniesionych w wypadku lotniczym .
Powrócił do armii jako komendant Staff College w Camberley, gdzie propagował idee swojego bliskiego przyjaciela, J. F. C. Fullera, zwolennika mechanizacji sił zbrojnych . Później dowodził dywizją i okręgami wojskowymi w Wielkiej Brytanii oraz Indiach, ale jego bezceremonialne podejście i spory z przełożonymi ograniczyły perspektywy dalszej kariery. Po tym, jak w 1937 roku nie został wybrany na szefa Imperialnego Sztabu Generalnego, został mianowany gubernatorem Gibraltaru, co tradycyjnie postrzegano jako ostatnią posadę przed przejściem na emeryturę . Jednak wskutek dynamicznie zmieniającej się sytuacji w Europie został wezwany z „wygnania” w połowie 1939 roku i mianowany Generalnym Inspektorem Sił Zamorskich.
Większość obserwatorów spodziewała się, że po wybuchu wojny obejmie dowództwo nad Brytyjskimi Siłami Ekspedycyjnymi we Francji. Jednak po politycznych przetasowaniach, to gen. John Vereker, 6. wicehrabia Gort, otrzymał to stanowisko, a Ironside został mianowany nowym szefem Imperialnego Sztabu Generalnego. Sam Ironside uważał, że jego osobowość nie predysponuje go do tego zadania, ale czuł się zobowiązany je przyjąć. Na początku 1940 roku gorąco opowiadał się za interwencją aliantów w Skandynawii, ale plan ten został zawieszony tuż przed zakończeniem wojny zimowej pomiędzy Finlandią a ZSRR. Podczas niemieckiej inwazji na Norwegię i kampanii francuskiej odegrał niewielką rolę, m.i. przed swój osobisty konflikt z lordem Gortem. Pod koniec maja został zastąpiony na stanowisku szefa Imperialnego Sztabu Generalnego i otrzymał funkcję, do której jego zdaniem lepiej się nadawał: Naczelnego Dowódcy Sił Zbrojnych, odpowiedzialnego za obronę przed spodziewaną niemiecką inwazją i dowodzenie armią w przypadku lądowania Niemców na Wyspach Brytyjskich. Pełnił jednak tę funkcję przez niecałe dwa miesiące, po czym został odwołany. Następnie otrzymał honorowy awans na feldmarszałka i tytuł szlachecki barona Ironside.
Przeszedł na emeryturę wojskową w 1940 roku; zajmowałem się spisywaniem wspomnień i nigdy więcej nie pełnił czynnej służby wojskowej ani nie piastował żadnego oficjalnego stanowiska .

## Odznaczenia
Źródło:
- Krzyż Wielki Orderu Łaźni (1938, Wielka Brytania)
- Krzyż Komandorski z Gwiazdą Orderu Łaźni (1918, Wielka Brytania)
- Krzyż Kawalerski Orderu Św. Michała i Św. Jerzego (1918, Wielka Brytania)
- Krzyż Komandorski Orderu Imperium Brytyjskiego (1952, Wielka Brytania)
- Order Wybitnej Służby (1915, Wielka Brytania)
- Kawaler Orderu Świętego Jana Jerozolimskiego (1939, Wielka Brytania)
- Krzyż Wielki Orderu Legii Honorowej (1946, Francja)
- Oficer Orderu Legii Honorowej (Francja)
- Krzyż Wojenny 1914–1918 (Francja)
- Order św. Włodzimierza (Imperium Rosyjskie)
- Złote Promienie ze Wstęgą Orderu Wschodzącego Słońca (1922, Japonia)

## Prace
- Time Unguarded : The Ironside Diaries, 1937–1940, ed. Roderic Macleod & Denis Kelly, London 1962 wyd. Constable